# Championnat de Zambie de football 2006
Navigation
Saison précédente Saison suivante
La saison 2006 du Championnat de Zambie de football est la quarante-cinquième édition de la première division en Zambie. Les seize meilleures équipes du pays sont regroupées au sein d'une poule unique où elles s'affrontent deux fois, à domicile et à l'extérieur. En fin de saison, les quatre derniers du classement sont relégués et remplacés par les deux premiers de chacune des deux groupes géographiques de Zambian Second Division, la deuxième division zambienne.
C'est le club du Zanaco FC, tenant du titre, qui remporte à nouveau le championnat cette saison après avoir terminé en tête du classement, avec quatorze points d'avance sur le Green Buffaloes FC et vingt sur le Power Dynamos FC. C'est le quatrième titre de champion de Zambie de l'histoire du club, en seulement cinq saisons.

## Les clubs participants
| - Konkola Blades FC - Promu de Second Division - Power Dynamos FC - National Assembly FC - Kitwe United FC - Green Buffaloes FC - Nchanga Rovers FC - Forest Rangers FC - Promu de Second Division - Lusaka Dynamos FC | - Red Arrows FC - Zanaco FC - ZESCO United FC - Chambishi FC - Nkwazi FC - Nakambala Leopards FC - Promu de Second Division - Kabwe Warriors FC - Lusaka Celtic FC - Promu de Second Division |

## Compétition
Le barème de points servant à établir les classements se décompose ainsi :
- Victoire : 3 points
- Match nul : 1 point
- Défaite : 0 point

### Classement
| Rang | Équipe                 | Pts | J  | G  | N  | P  | Bp | Bc | Diff |
| ---- | ---------------------- | --- | -- | -- | -- | -- | -- | -- | ---- |
| 1    | Zanaco FCT             | 71  | 30 | 21 | 8  | 1  | 57 | 18 | +39  |
| 2    | Green Buffaloes FC     | 57  | 30 | 17 | 6  | 7  | 44 | 24 | +20  |
| 3    | Power Dynamos FC       | 51  | 30 | 14 | 9  | 7  | 40 | 30 | +10  |
| 4    | Kabwe Warriors FC      | 45  | 30 | 11 | 12 | 7  | 33 | 23 | +10  |
| 5    | Forest Rangers FCP     | 45  | 30 | 10 | 15 | 5  | 24 | 20 | +4   |
| 6    | Konkola Blades FCP     | 44  | 30 | 11 | 11 | 8  | 28 | 21 | +7   |
| 7    | Nakambala Leopards FCP | 40  | 30 | 11 | 7  | 12 | 30 | 37 | -7   |
| 8    | ZESCO United FCC       | 39  | 30 | 9  | 12 | 9  | 25 | 22 | +3   |
| 9    | Lusaka Dynamos FC      | 38  | 30 | 10 | 8  | 12 | 35 | 39 | -4   |
| 10   | Red Arrows FC          | 37  | 30 | 10 | 7  | 13 | 44 | 40 | +4   |
| 11   | National Assembly FC   | 37  | 30 | 9  | 10 | 11 | 30 | 31 | -1   |
| 12   | Nchanga Rovers FC      | 36  | 30 | 9  | 9  | 12 | 26 | 34 | -8   |
| 13   | Nkwazi FC              | 36  | 30 | 9  | 9  | 12 | 27 | 36 | -9   |
| 14   | Lusaka Celtic FCP      | 26  | 30 | 6  | 8  | 16 | 20 | 38 | -18  |
| 15   | Kitwe United FC        | 23  | 30 | 3  | 14 | 13 | 9  | 31 | -22  |
| 16   | Chambishi FC           | 19  | 30 | 4  | 7  | 19 | 16 | 44 | -28  |

|  | Qualification pour la Ligue des champions de la CAF 2007                             |
|  | Qualification pour la Coupe de la confédération 2007                                 |
|  | Relégation directe en Second Division                                                |
|  | T : Tenant du titre C : Vainqueur de la Coupe de Zambie P : Promu de Second Division |

## Bilan de la saison
| Championnat de Zambie de football 2006 |                      |
| Champion                               | Zanaco FC (4e titre) |
| Coupes et trophées                     |                      |
| Vainqueur de la Coupe de Zambie 2006   | ZESCO United FC      |
| Qualifications continentales           |                      |
| Ligue des champions de la CAF 2007     | Zanaco FC            |
| Coupe de la confédération 2007         | Green Buffaloes FC   |
| Promotions et relégations              |                      |
| Promus en Premier League               | Roan United FC       |
| Promus en Premier League               | Zamtel FC            |
| Promus en Premier League               | Young Arrows FC      |
| Promus en Premier League               | City of Lusaka FC    |
| Relégués en Second Division            | Nkwazi FC            |
| Relégués en Second Division            | Lusaka Celtic FC     |
| Relégués en Second Division            | Kitwe United FC      |
| Relégués en Second Division            | Chambishi FC         |